# Cinturó de plecs i falles de Maria
El cinturó de plecs i falles de Maria (MFTB per les seves inicials en anglès) és una part de l'orogen de la Serralada Nord-americana, les estructures geològiques del qual acomoden més o menys en l'eix nord–sud, amb vergència nord-oest - sud-est, un escurçament de l'escorça d'edat Mesozoica. En contrast amb la resta de la Serralada, en que l'escurçament és predominantment est–oest. Les seves estructures associades es troben exposades en una sèrie de serralades al sud-est de Califòrnia i a l'Arizona occidental. Moltes de les estructures profundes del MFTB han estat exposades a causa de l'extensió est–oest a nord-est-sud-oest durant el Cenozoic extensió d'edat i l'exhumació per l'erosió.

## Geologia
MFTB es defineix com la regió on la compressió que va ajudar crear la Serralada Nord-americana va canviar abruptament les seves direccions. Al nord del MFTB, la tendència de les serralades és nord-sud, amb compressió est–oest degut a la subducció de la Placa de Farallon sota l'Amèrica del Nord occidental. Al MFTB la deformació compressional canvia per ser generalment nord-sud, amb el front de les serralades definit aproximadament per la línia de est-oest. Aquesta línia llavors canvia suaument cap a l'est-sud-est, on la deformació típica de la Cordillera es difumina en una ampla zona de cisalla al Mèxic nord-oriental.
Altre tret notable que el diferencia de la resta de la Serralada és que la deformació implica les roques del crató Nord-americà. Deformació que en la resta de la Serralada només implica roques que eren part de seqüències sedimentàries properes a la riba i de plataforma continental.

## Ecologia
Degut a les diferències de sòl i clima a un costat i altre del cinturó, podem considerar aquesta estructura com una divisòria per un gran nombre d'espècies de flora i fauna.. Per exemple, la distribució de l'espècie en perill Washingtonia filifera no s'estén més enllà del nord del MFTB, o més concretament les Muntanyes Tortuga.

## Serralades
El sistema MFTB comprèn un gran nombre de serralades als deserts del Mojave sud-oriental i al Sonora nord-occidental, incloent les següents:
| - Big Horn Mountains - Big Maria Mountains - Bouse Hills - Muntanyes Buckskin - Muntanyes de Dome Rock | - Muntanyes de Granite Wash - Muntanyes Harcuvar - Muntanyes Harquahala - Muntanyes Little Harquahala - Muntanyes Little Maria |  |